# Jelonkowiec
Jelonkowiec (Hydropotes) – rodzaj ssaków z podrodziny saren (Capreolinae) w obrębie rodziny jeleniowatych (Cervidae).

## Zasięg występowania
Rodzaj obejmuje jeden żyjący współcześnie gatunek występujący we wschodniej Azji.

## Morfologia
Długość ciała 90–100 cm, długość ogona 6–7 cm, wysokość w kłębie 50–55 cm; masa ciała 12–15,5 kg.

## Systematyka
Rodzaj zdefiniował w 1870 roku brytyjski przyrodnik Robert Swinhoe w artykule poświęconym nowemu jeleniowi z Chin opublikowanym na łamach The Athenaeum. Na gatunek typowy Swinhoe wyznaczył (oznaczenie monotypowe) jelonkowca błotnego (H. inermis).

### Etymologia
- Hydropotes: gr. ὑδρο- hudro- ‘wodny-’, od ὑδωρ hudōr, ὑδατος hudatos ‘woda’; ποτης potēs ‘pijący’, od πινω pinō ‘pić’[8].
- Hydrelaphus: gr. ὑδρο- hudro- ‘wodny-’, od ὑδωρ hudōr, ὑδατος hudatos ‘woda’;; ελαφος elaphos ‘jeleń’[9].

### Podział systematyczny
Do rodzaju należy jeden występujące współcześnie gatunek:
- Hydropotes inermis Swinhoe, 1870 – jelonkowiec błotny

Opisano również plejstoceński wymarły gatunek:
- Hydropotes pleistocenicus Teilhard de Chardin & Pei Wenzhong, 1941